# 慶州マウナオーシャンリゾート体育館崩壊事故
慶州マウナオーシャンリゾート体育館崩壊事故（キョンジュ マウナオーシャンリゾート たいいくかんほうかいじこ、朝鮮語: 경주 마우나오션리조트 체육관 붕괴 사고）は、2014年2月17日に大韓民国慶尚北道慶州市陽南面にあるコーロングループのリゾート施設で発生した建造物崩壊事故である。
事故現場は施設内にある2階建てプレハブ式講堂で、体育館としての建築許可を得ていた。ところが午後9時15分頃、60cm以上降り積もっていた雪の重みが原因で屋根が崩落した。事故当時、釜山広域市金井区に校舎を移転したばかりの釜山外国語大学校の学生ら約550人が新入生歓迎行事を行っており、参加者らは避難したものの百数十人が取り残された。この事故で10人が死亡し、重傷者は2人、軽傷者は101人にのぼった。
事故後の現地調査によって、構造上の問題があるうえ手抜き工事がされていたことや完成以来安全点検がなかったことが判明し、安全意識の低さが指摘されている。